# Tipula dolosa
Tipula dolosa är en tvåvingeart som beskrevs av Alexander 1936. Tipula dolosa ingår i släktet Tipula och familjen storharkrankar. Inga underarter finns listade i Catalogue of Life.